# Galindo y Perahuy
Galindo y Perahuy è un comune spagnolo di 397 abitanti situato nella comunità autonoma di Castiglia e León.